# Elizabeth Ann Scarborough
Elizabeth Ann Scarborough (* 23. März 1947 in Kansas City (Kansas)) ist eine US-amerikanische Science-Fiction- und Fantasy-Autorin.

## Leben
Elizabeth Ann Scarborough wurde in Kansas City (Kansas) geboren und wuchs auch dort auf. Sie trat in die Fußstapfen ihrer Mutter und begann eine Ausbildung zur Krankenschwester an der Bethany Hospital School of Nursing. Während ihres Abschlussjahres trat sie überwiegend aus finanziellen Gründen in das US Army Nurse Corps ein, das ihr den Rest der Ausbildung zahlte. Nach Abschluss schuldete sie der US-Army drei Jahre aktiven Dienst als Krankenschwester bzw. Sanitätsoffizier. Diesen leistete sie in Danang in Vietnam. Auf den dort gemachten Erfahrungen basiert ihr mit dem Nebula Award 1989 ausgezeichneter Roman The Healer’s War.
Nach dem Vietnamkrieg kehrte sie heim, wurde rastlos und zog nach Alaska. Dort studierte sie und erlangte einen Bachelor in Geschichte. Sie gibt Kurse für angehende Schriftsteller am Penninsula Community College. Zusätzlich entwirft sie Perlenschmuck und vertreibt ihn auf ihrer Website.

## Werk

### Das Acorna-Universum
Siehe: Das Acorna-Universum bei Anne McCaffrey

### Das Petaybee-Universum
Siehe: Das Petaybee-Universum bei Anne McCaffrey

### Gretchen-Grau-Geschichten (Argonia/Songs from the Seashell Archives)
- Vol. 1: Song of Sorcery, 1982
  - Band 1: Zauberlied, Fischer, 1987, ISBN 3-596-22721-6
- Vol. 2: The Unicorn Creed, 1983
  - Band 2: Einhorncodex, Fischer, 1987, ISBN 3-596-22725-9
- Vol. 3: Bronwyn’s Bane, 1983
  - Band 3: Bronwyns Fluch, Fischer, 1987, ISBN 3-596-22726-7
- Vol. 4: The Christening Quest, 1985
  - Band 4: Die seltsamen Taufgäste, Fischer, 1988, ISBN 3-596-22734-8

### Drastic Dragon Series
- Vol. 1: The Drastic Dragon of Draco, Texas, 1986
- Vol. 2: The Goldcamp Vampire, 1987

### The Songkiller Saga
- Vol. 1: Phantom Banjo, 1991
- Vol. 2: Picking the Ballad’s Bones, 1991
- Vol. 3: Strum Again? 1992

### Nothing Sacred Series
- Vol. 1: Nothing Sacred, 1991
- Vol. 2: Last Refuge, 1992

### Godmother Series
- Vol. 1: The Godmother, 1994
- Vol. 2: The Godmother’s Apprentice, 1995
- Vol. 3: The Godmother’s Web, 1998

### Cleopatra Series
- Vol. 1: Channeling Cleopatra, 2002
- Vol. 2: Cleopatra 7.2, 2004

### Einzelromane
- The Harem of Aman Akbar, 1984
  - Aman Akbars Harem, Fischer, 1986, ISBN 3-596-22706-2
- The Healer’s War, 1988
  - Für diesen Roman, der lose auf den in ihrer Zeit als Sanitätsoffizier in Vietnam gemachten Erfahrungen beruht, erhielt die Autorin den Nebula Award.
- Carol for Another Christmas, 1996
- The Lady in the Loch, 1998
  - Die Frau im Nebel, Piper, 2003, ISBN 3-492-26518-9

### Anthologien
- Space Opera, mit Anne McCaffrey, 1996
- Warrior Princesses, mit Martin H. Greenberg, 1998
- Past Lives, Present Tense, 1999
- Vampire Slayers: Stories of Those Who Dare to Take Back the Night, mit Martin H. Greenberg, 1999

### Kurzgeschichtensammlung
- Scarborough Fair and Other Stories, 2003

| - Introduction - The Mummies of the Motorway, 2001 - Final Vows, 1998 - Whirlwinds, 1998 - Worse Than the Curse, 2000 - Boon Companion, 2002 - Long Time Coming Home, with Rick Reaser, 2002 - Mu Mao and the Court Oracle, 2001 - Don’t Go Out in Holy Underwear or Victoria’s Secret or Space Panties!!!, 1996 - The Invisible Woman’s Clever Disguise, 2000 - A Rare Breed, 1995 - Scarborough Fair, 1996 |

### Sonstige Kurzgeschichten
- Milk from a Maiden’s Breast, 1987
- Wolf From the Door, 1988
- The Elephant In-Law, 1988
- The Camelot connection, 1988 ('Camelot-Kontakt')
- Bastet’s Blessing, 1989 ('Bastets Segen')
- The Castle’s Haunted Parking Lot, 1991
- The Queen’s Cat’s Tale, 1991
- The Dragon of Tollin, 1992 ('Der Drache von Tollin')
- Candy’s Wonder Cure, 1993
- The Cat-Quest of Mu Mao the Magnificent, 1994
- Jean-Pierre and the Gator-Maid, 1994
- The Stone of War and the Nightingale’s Egg, 1995
- First Communion, 1995
- Born Again, 1996
- The Snake Charm (Excerpt from The Healer’s War), 1998
- The Attack of the Avenging Virgins, 1998
- Debriefing the Warrior/Princess, 1998
- The Fatal Wager, 1998
- Final Vows, 1998
- Worse Than The Curse, 2000
- The Mummies of the Motorway, 2001
- Jewels Beyond Price, 2005